# Stian Aarstad
Stian Aarstad var keyboardist i det norska black metal-bandet Dimmu Borgir under 1990-talet. Aarstad spelar bland annat på det klassiska Stormblåst-albumet från 1996. Från 1997 till 2002 spelade Aarstad i bandet Enthral.

## Diskografi

### Med Dimmu Borgir
Studioalbum
- 1995 – For all tid
- 1996 – Stormblåst

EP
- 1994 – Inn i evighetens mørke

### Med Enthral
Studioalbum
- 1998 – The Mirror's Opposite End

### Med Karatkorn
Studioalbum
- 2005 – Electronics